# CRスーパー海物語 IN 沖縄4
『CRスーパー海物語 IN 沖縄4』（シーアールスーパーうみものがたり・イン・おきなわ・フォー、英: Super Sea Story In Okinawa 4）は、2016年10月3日に三洋物産から発売されたデジパチタイプのパチンコ。

## 機種一覧
| 名称                                              | 発売          |
| ------------------------------------------------- | ------------- |
| CRスーパー海物語 IN 沖縄4 MTC                     | 2016年10月3日 |
| CRスーパー海物語 IN 沖縄4 MTBZ                    | 2016年10月3日 |
| CRAスーパー海物語 IN 沖縄4 with アイマリン        | 2017年5月8日  |
| CRスーパー海物語 IN 沖縄4 桜バージョン 新マックス | 2017年7月3日  |
| CRスーパー海物語 IN 沖縄4 桜バージョン ライト     | 2017年7月3日  |

## 概要
『CRスーパー海物語 IN 沖縄3』の後継機。 2016年10月3日にミドルタイプが発売された。新枠のマリンシェル枠搭載タイプ（MTC）と従来のイルミオ枠搭載タイプ（MTBZ）の2種類が発売された。マリンシェル枠には海物語シリーズ初となる可動式のパールボタンが搭載されている。新モードとして、第4のモードとなるハイビスカスモードが登場した。
2017年5月8日には遊パチタイプの『CRAスーパー海物語 IN 沖縄4 with アイマリン』が発売された。アイマリンの演出がメインとなっており、大当たりラウンドではアイマリンの楽曲が搭載されている。STには保留連濃厚の特殊ゾーンである金ハイビゾーンが搭載された。
同年7月3日にはロングSTタイプの『CRスーパー海物語 IN 沖縄4 桜バージョン』が発売された。ミドル（319バージョン）とライト（199バージョン）の2種類が発売された。『CRスーパー海物語 IN 沖縄3 桜バージョン』の後継機種であるが、桜専用演出のほとんどがリニューアルされている。また、スペック面では前作と違い時短が追加された。テーマソングとしてアイマリンが歌う「千本桜」が搭載されている。「千本桜」に関する演出もいくつか新搭載された。ST中の専用ゾーンである千本桜ゾーンが追加された。7代目ミスマリンちゃんが出演した最後の機種となっている。

## 図柄
奇数図柄がSUPER LUCKY、偶数図柄がLUCKYと表示される。ミドルタイプでは、奇数図柄が確変大当たり、偶数図柄が通常大当たり（確変昇格の場合あり）となっている。遊パチタイプでは奇数図柄の方が時短回数が多い。桜バージョンでは奇数図柄の方がラウンド数が多い。
- 1. タコ
- 2. ハリセンボン
- 3. カメ
- 4. サメ
- 5. エビ
- 6. アンコウ
- 7. シュゴン
- 8. エンゼルフィッシュ
- 9. カニ
- 裏4. サメ

### 大当たり表示とラウンド数
| 型式 | GREAT LUCKY | SUPER LUCKY              | LUCKY                |
| ---- | ----------- | ------------------------ | -------------------- |
| MTC  | -           | 16R確変                  | 16R通常              |
| MTBZ | -           | 16R確変                  | 16R通常              |
| SBB  | -           | 16R 6R（ST5回+時短45回） | 6R（ST5回+時短20回） |
| STB  | 16R         | 12R                      | 4R                   |
| SCA  | 16R         | 8R                       | 4R                   |

## モード解説
海モード
シンプルなモード。
マリンモード
画面上にマリンが常に滞在するモード。マリンの仕草や表情やリーチ成立後のステップアップ予告が楽しめる。本作ではマリンと一緒にイルカのちゅらちゃんが常に滞在している。
沖縄モード
ミニキャラのステップアップ予告とボタンを使用する演出がメインのモード。
ハイビスカスモード
本作から搭載された新モード。
ボタン演出と一発告知がメインのモード。ハイビスカス畑が舞台となっている。
金ハイビゾーン
遊パチタイプに搭載されているST中の特殊モード。
リーチ成立直後のボタン演出と一発告知がメインのモード。背景には金色のハイビスカスと金色のパールボタンアイコンがある。
千本桜ゾーン
桜バージョンに搭載されているST中の特殊モード。
リーチ成立直後のボタン演出と一発告知がメインとなっている。桜や月に関する独自の演出が搭載されている。BGMにはアイマリン（内田彩）が歌う「千本桜（沖縄4桜Ver）」が使用されている。

## 予告演出
予告なし
リーチ成立直後に演出が起こらないこと。ノーマルリーチ発展濃厚となる。
泡予告
海モード、マリンモード、沖縄モード専用演出。
リーチ成立直後に画面下部から泡が発生する演出。スーパーリーチに発展する可能性がある。
大泡予告
海モード及びマリンモード専用演出。
リーチ成立直後に画面下部から通常よりも大きな泡が発生する演出。ノーマルリーチ発展濃厚となり、大当たりまたは半コマズレのハズレとなる（半コマズレ停止でも再始動する場合がある）。スーパーリーチに発展した場合は、法則崩れにより大当たり濃厚となる。
魚群予告
海モード、マリンモード、沖縄モード専用演出。
リーチ成立直後に画面右側から魚群が通過する演出。期待度が高い演出であり、スーパーリーチ発展濃厚となる。ノーマルリーチに発展した場合は、法則崩れにより大当たり濃厚となる。ミドルタイプの確変中に発生して大当たりした場合は確変大当たり濃厚となる。
滑り予告
下段図柄が効果音とともに半コマ進みあるいは半コマ戻ってリーチがかかる演出。
連続滑り予告
保留内で2回転続いて滑り予告が発生する演出。2回目の滑り予告が発生した時点でその変動での大当たりが濃厚となる。
遅れ予告
本作から搭載された新規演出。
BGMやボイスが通常より始まりが遅れる違和感演出。変動開始時にBGMの始まりが遅れる、リーチ成立の際にマリンのボイスが通常より遅れるなどがある。
ステップアップ予告
マリンモード専用演出。
リーチ成立時に3段階のステップが発生する演出。
ステップ1はリーチ成立直後に泡または大泡が発生する。ステップ1が発生しなかった場合または大泡の場合はノーマルリーチ濃厚となる。
ステップ2はステップ1の泡演出の直後にクラゲが発生する。ステップ2が発生した時点でスーパーリーチ発生濃厚となる。赤クラゲが発生した場合や、クラゲが通常と異なる動きをした場合は大当たり濃厚となる。
ステップ3はスーパーリーチ発展時に画面タッチを促される。画面をタッチするとクラゲまたは魚群が出現する。魚群が出現すれば期待度が高くなる。赤いクラゲやパールボタンアイコンが出現すれば大当たり濃厚となる。
ウリン合流予告
マリンモード専用演出。
リーチ成立直前や成立時などにウリンがマリンに合流する演出。本作ではスーパーリーチ発展後もウリンが画面内に滞在する。
ミニキャラステップアップ予告
沖縄モード専用演出。
ミニキャラが出現するステップアップ演出。
ステップ1ではミニキャラが1人出現する。ミニキャラが応援状態に変化するとシーサーチャンス目煽り予告に発展する。
ステップ2ではミニキャラが3人出現して4人になる。
ステップ3はリーチ成立時に発生する場合があり、センターに出現して5人になる。センターにエイサー娘が登場するとスーパーリーチ発展濃厚となる。シーサー人形を持った花笠娘が登場するとシーサーリーチに発展する。めくれそうな着物を押さえた花笠娘が登場すると花笠リーチに発展する。マリンが登場するとマリンちゃんリーチに発展する。ワリンだとワリンリーチに発展する。サムだとサム系プレミアムに発展する。
ステップ4は、スーパーリーチ発展直前にミニキャラたちが手前にジャンプする。ステップ4まで発展した時点で期待度が高くなる。
乙姫ステップアップ予告
沖縄モード専用演出。本作から搭載された新規演出。
乙姫が出現するステップアップ演出。
ステップ1では乙姫が1人出現する。
ステップ2では乙姫が2人出現して3人になる。
ステップ3はリーチ成立時に乙姫がマンボウ型の玉手箱を持ってズームアップしボタンプッシュを促される。ボタンを押すとマンボウが出てくる。出現したマンボウの種類によって期待度が変化する。
ミニシーサーステップアップ予告
沖縄モード専用演出。本作から搭載された新規演出。
変動中にミニシーサーが最大3匹出現する演出。3匹揃うと期待度が高くなり、ガオガオチャンス、レッツマンボウ!、レッツシーサー!などに発展する。
マンボウ予告
沖縄モード専用演出。
リーチ成立直後に画面にマンボウが出現する演出。マンボウのアクションや種類によって期待度や発展先が変化する。ピンク色のマンボウが出現するとレッツマンボウ!に発展する。
マンボウアゲイン予告
沖縄モード専用演出。
マンボウ予告が発生した際に、マンボウが画面左側に姿を消した後にウリンがマンボウを画面内に押し戻す演出。マンボウが画面内に戻って来た際にボタンプッシュを促され、ボタンを押すとキャラクターが出現するかマンボウが変化する。演出によって期待度が変化する。
シャボン玉予告
ハイビスカスモード専用演出。
リーチ成立直後にハイビスカスの形をしたシャボン玉が出現する演出。シャボン玉が湧き出す時間が通常より長い場合や、大きなシャボン玉が出現した場合は期待度が高くなる。両方が同時に発生した場合は大当たり濃厚となる。

## 保留先読み予告
チャンス目前兆予告
チャンス目（同一図柄が非テンパイ形で液晶画面内に3つ停止）が停止する演出。連続するほど期待度が高くなる。3回連続で発生するとリーチ成立濃厚となる。海モードとハイビスカスモードでは発生した時点でリーチ成立濃厚となる。
中央ラインチャンス目予告
ハイビスカスモード専用演出。
中央ラインに語呂に合わせた組み合わせで図柄が停止する演出。413（シーサー）、784（那覇市）などがある。
背景変化予告
変動中に背景に何かしらの変化が起こる予告。
海モードでは、海流が発生する、泡が湧き出る、陽の光が射すなどの演出が発生する。
マリンモードでは、潮の流れが速くなる、マリンスノーが発生する、画面が揺れるなどの演出が発生する。
沖縄モードでは、ステージによって演出が変化する。花びら、ミツバチ、鳥、トンボ（万座毛と民家）、蝶（浜辺のみ）、ヤシの実（浜辺のみ）、マングース（民家のみ）は期待度が低い。カニはリーチ成立濃厚となる。小魚（浜辺と万座毛）と子猫（民家のみ）はリーチが成立した場合魚群出現濃厚となる。気球はスーパーリーチ発展濃厚となる。イルカは大当たりまたは半コマズレのハズレとなる。黒い影はリーチが成立した場合2ラウンド確変大当たり濃厚となる。クジラッキー雲は2ラウンド確変大当たりまたは奇数図柄での大当たりとなる。クジラと潜水艦は奇数図柄での大当たり濃厚となる。
ハイビスカスモードでは、背景の海にヤシの実が浮かぶ、イルカが出現するなどの演出がある。
背景キャラ通過予告
海モード及びマリンモード専用演出。
変動中にキャラクターが通過する演出。
海モードでは、タツノオトシゴ（1匹または3匹）、ハリセンボン（1匹または3匹）、サム、クジラ、スイミー、クジラッキー、クジラッキー&クジラブリー、潜水艦が出現する。タツノオトシゴ1匹とハリセンボン1匹は期待度が低く、3匹だと期待度が高い。サムはサム系プレミアムに発展する。クジラ、スイミー、クジラッキー、クジラッキー&クジラブリー、潜水艦は奇数図柄での大当たりが濃厚となる。
マリンモードでは、ハリセンボンまたは潜水艦が出現する。ハリセンボンは期待度が低いが、潜水艦は出現した時点で大当たり濃厚となる。
天候変化予告
沖縄モード専用演出。
変動中に天候が変化する演出。雨が降った場合または雷雲が発生した場合は、リーチ成立でスーパーリーチ発展濃厚となる。落雷が発生すると、リーチ成立でスーパーリーチ発展濃厚となる。
ステージチェンジ
沖縄モード専用演出。
一定回転数でステージが切り替わる演出。10回転以内に切り替わると期待度高くなる。浜辺、万座毛、民家の順番でステージが切り替わる。2回連続でステージが切り替わったり、ハイビスカスに移行すると大当たり濃厚となる。
サイレント疑似連
変動停止の際に、図柄の動きが止まらないまま次の変動に移行する演出。この演出が発生した際は保留が消化されない。
図柄停止予告
図柄が停止する際、不自然に滑って進んだり戻ったりして停止する演出。下段図柄の滑りまたは戻り、中段図柄滑りまたは戻り、上下段同時停止の3種類がある。図柄が滑って停止してチャンス目前兆予告が発生する場合もある。
停止順変化予告
通常は上段、下段、中段の順番で図柄が停止するが、それ以外の順番で停止する演出。
変動順変化予告
変動開始時の図柄の変動方向と変動順が通常とは異なる演出。
真珠貝演出
変動中に画面下の真珠貝が開き、中からアイコンが出現する演出。アイコンによって期待度が変化する。
ウリンチャージ
変動中に画面下の真珠貝が開き、ウリンと電チューアイコンが出現し、電チュー入賞を促される演出。電チューに入賞させると次変動から電チュー消化が始まる。電チュー消化中はウリンが真珠貝を開こうとする演出が始まる。リーチが成立すると期待度が高くなる。リーチ成立直後にボタンプッシュが促され、ボタンを押してハイビスカスフラッシュが発生すると大当たりとなる。
アングル予告
マリンモード専用演出。
変動中に画面のアングルが上下左右のいずれかに移動する演出。移動先にいるキャラクターがリーチ成立後に発生する演出を示している。
キャラ予告
アングルが右方向に移動すると発生する。
マリンの目の前にキャラクターが出現する演出。キャラクターによって期待度が変化する。
海底洞窟予告
アングルが左方向に移動すると発生する。
マリンの目の前に海底洞窟の入り口が2つ出現する演出。リーチ成立時にマリンがどちらかの入り口に入る。左側の入り口は期待度が低く、右側の入り口は期待度が高い。洞窟の入り口の色や、洞窟に入った際に出現するキャラクターによって期待度が変化する。
宝箱予告
アングルが下方向に移動すると発生する。
マリンの目の前に宝箱が出現する演出。リーチ成立時にボタンプッシュが促される。ボタンを押すとマリンが宝箱を開け、中からアイテムやキャラクターが出現する。宝箱の色や中身によって期待度が変化する。
水上ジャンプ予告
マリンが上方向に向かって泳ぎ出すことで発生する。
マリンとウリンが水上へ飛び出し回転ジャンプをする演出。発生した時点で期待度が高い。
仕草予告
マリンモード専用演出。
変動中にマリンがさまざまな仕草をする演出。仕草によって期待度が変化する。
イルカ仕草予告
マリンモード専用演出。
変動中にちゅらちゃんがさまざまな仕草をする演出。仕草によって期待度が変化する。
おいでおいで予告
マリンモード専用演出。
変動中にマリンの「おいでおいで」という掛け声とともにキャラクターが通過する演出。通過したキャラクターによって期待度が変化する。
クマノミ前兆予告
マリンモード専用演出。
変動中にクマノミがマリンの周辺に出現する演出。クマノミの数が増えるほど期待度が高くなる。
加速前兆予告
マリンモード専用演出。
変動中にマリンとちゅらちゃんが加速して泳ぎ出す演出。チャンス目が停止すると発展する場合がある。背景のエフェクトの色や加速中に通過するキャラクターによって期待度が変化する。
イルカプレゼント予告
マリンモード専用演出。
変動中またはリーチ成立時にちゅらちゃんがマリンにプレゼントを持ってくる演出。持ってきたプレゼント（アイコン）によって期待度が変化する。
乙姫予告
沖縄モード専用演出。
変動中に袋を持った乙姫が出現しボタンプッシュを促される演出。ボタンを押すと袋からアイテムが出てくる。袋の種類や中から出てくるアイテムによって期待度が変化する。図柄ナビが出てくる場合もあり、エフェクトの種類や図柄ナビの位置によって期待度が変化する。
レッツマンボウ!
沖縄モード専用演出。
ピンク色のマンボウが登場する保留先読み演出。チャンス目停止が連続するほど期待度が高くなる。演出中に滑り予告が発生した場合は大当たり濃厚となる。
ちょっぴりマンボウ予告
沖縄モード専用演出。
変動中にマンボウが少しだけ姿を現す演出。ボタン連打を促され、ボタンを連打するとマンボウが動き姿を現すかどうかを煽る。マンボウが完全に姿を現せばチャンス目前兆予告またはリーチ成立のどちらかが発生する。マンボウの目が炎目になっていると期待度が高くなる。
おこさマンボウ予告
沖縄モード専用演出。本作から搭載された新規演出。
乙姫ステップアップ予告から発展する場合がある。ベビーマンボウ（水色）やキッズマンボウ（橙色）が出現する演出。マンボウが鼻提灯を出していたり、マンボウが成長するほど期待度が高くなる。
ミニシーサー前兆予告
沖縄モード専用演出。
変動中にミニシーサーが通過する演出。ミニシーサーが頭にハイビスカスを付けていると期待度が高くなる。
ミニシーサー予告
沖縄モード専用演出。
変動中に2匹のミニシーサーが出現し、そのまま通過せず画面内で立ち止まり吠える演出。吠えた後にはチャンス目前兆予告、ミニキャラステップアップ予告、マンボウ予告のいずれかが発生する。
シーサーチャンス目煽り演出
沖縄モード専用演出。
中央リールに順目停止を煽る演出。図柄が停止する際にシーサーのエフェクトが発生する。順目が停止するとレッツシーサー!に発展する。
ガオガオチャンス
沖縄モード専用演出。本作から搭載された新規演出。
変動中に画面の四つ角にミニシーサーが、下部にピンク色のミニシーサーが出現する演出。吠えるタイミングが遅いほど期待度が高くなる。また、また吠える前に息を吸う際に、口の大きさが大きいほど期待度が高くなる。
ハイビスカスアクション予告
ハイビスカスモード専用演出。
変動中に画面のハイビスカスが揺れる演出。
蝶々前兆予告
ハイビスカスモード専用演出。
変動中に蝶々が出現する演出。蝶々の数や色によって期待度が変化する。
リーチ連続予告
ハイビスカスモード専用演出。
リーチ成立後すぐに中段図柄が停止してすぐに次の変動が開始する演出。連続するほど期待度が高くなる。
図柄ズームアップ予告
ハイビスカスモード専用演出。
図柄がズームアップして変動が始まる演出。
図柄落下予告
ハイビスカスモード専用演出。
図柄が左下方向に流れ落ちるような動きで変動が始まる演出。
時間帯変化予告
ハイビスカスモード専用演出。
変動中に時間帯が昼から変化する演出。夕方、夜+三日月、夜+満月、夜+満月&7代目ミスマリンちゃんのいずれかに変化する。夕方はリーチ成立濃厚となる。夜+三日月はスーパーリーチ発展濃厚となる。夜+満月は満月リーチ発展濃厚となる。夜+満月&7代目ミスマリンちゃんは奇数図柄での大当たりが濃厚となる。
ハイビスカス開花予告
ハイビスカスモードの確変中専用演出。
チャンス目が停止した際に蕾の状態のハイビスカスが開花する演出。
金ボタンズーム予告
遊パチタイプに搭載。金ハイビゾーン専用演出。
背景にある金色のパールボタンアイコンがズームアップ演出。
テンパイあおり予告
遊パチタイプに搭載。金ハイビゾーン専用演出。
リーチ成立を煽る演出。下段のみ煽りまたは上下段煽りの2パターンがある。炎目および炎エフェクトが有る場合は期待度が高くなる。
夜桜全回転あおり予告
桜バージョンに搭載。
変動中にマリンのシルエットが一瞬だけ出現する演出。連続するほどシルエット予告発展の期待度が高くなる。
シルエット予告
桜バージョンに搭載。
マリンのシルエットが出現し、パールボタンアイコン出現を煽る演出。パールボタンアイコンが出現し、ボタンを押すと夜桜全回転に発展する。
変動開始時アクション前兆予告
桜バージョンに搭載。千本桜ゾーン専用演出。
図柄が通常と異なる動きで変動が始まる演出。
背景ステップアップ予告
桜バージョンに搭載。千本桜ゾーン専用演出。
リーチ成立直前に2段階のステップが発生する演出。
ステップ1は桜の花と蝶がズームアップする。蝶がいない場合にリーチが成立すると期待度が高くなる。赤蝶や白蝶の群れが出現するとリーチ成立濃厚となる。蝶が月に向かうとステップ2に発展する。
ステップ2は月をバックにマリンのシルエットが登場する。月の色が赤いと期待度が高くなる。
下段図柄テンパイあおり予告
桜バージョンに搭載。千本桜ゾーン専用演出。
上段図柄停止後に下段図柄がすぐに止まらずリーチ成立を煽る演出。リーチが成立すると夜桜の舞リーチに発展する。ダブルリーチ煽りだと期待度が高くなる。
花びらステップアップ予告
桜バージョンに搭載。千本桜ゾーン専用演出。
変動中に桜の花びらが舞う演出。奥側から手前に流れるように舞うと期待度が高くなる。
渦まきあおり予告
桜バージョンに搭載。千本桜ゾーン専用演出。
図柄が画面奥側に渦巻きのように吸い込まれる演出。リーチが成立しなければ夜桜全回転に発展する。
波紋予告
桜バージョンに搭載。千本桜ゾーン専用演出。
変動中に波紋が発生する演出。
全図柄あおり予告
桜バージョンに搭載。千本桜ゾーン専用演出。
図柄揃いを煽る演出。図柄が揃った状態で停止すれば大当たりとなる。

## チャンスボタン演出
ブレーキアクション
リーチ後から図柄停止までの間にボタンを押すと変動中の中段図柄が反応しブレーキアクションをする。中段図柄の目が大きくなると期待度がやや高くなる。炎目になると期待度がさらに高くなり、ハート目またはハイビスカス目になると奇数図柄での大当たり濃厚となる。
奇数昇格演出
偶数図柄で大当たりをした瞬間にボタンを押すと、奇数昇格演出が発生する場合のみ、その演出がミスマリンちゃん昇格演出に変化し、大当たりラウンド中のBGMが条件を満たしていなくてもプレミアムソングが全曲開放となる。
図柄アクション予告
リーチが成立した際に画面をタッチすると図柄が動き、アイコンを表示させる演出。アイコンは星、エクスクラメーションマーク、音符、魚群、ハートの5種類があり、音符の場合はスーパーリーチ発展濃厚（ノーマルリーチに発展した場合は大当たりまたは半コマズレ）、魚群の場合は魚群出現濃厚、ハートの場合は大当たり濃厚となる。
裏タッチ演出
マリンちゃんリーチ、ワリンチャンス、ワリンリーチが発生した際に画面をタッチすると出現する演出。
マリンちゃんリーチ発生の際にタッチすると、マリンが右手を振る、左手を振る、ピースサインのいずれかが発生する。左手を振った場合は期待度が高くなる。ピースサインの場合は大当たり濃厚となる。
ワリンチャンス発生の際にタッチすると、ワリンが右手を振る、左手を振る、両手を振るのいずれかが発生する。左手を振った場合は期待度が高くなる。両手を振った場合は大当たり濃厚となる。
ワリンリーチ発生の際にタッチすると、ワリンが手を振る、手を速く振る、ピースサインのいずれかが発生する。手を速く振った場合は期待度が高くなる。ピースサインをした場合は大当たり濃厚となる。

## リーチ演出
ノーマルリーチ
特に何も起こらないリーチ演出。期待度は低い。シングルリーチ及びダブルリーチのどちらからも発展する。通常時に半コマズレ停止をすると再始動が発生する可能性が高くなっている。ST中は期待度が高くなっており、大当たりまたは半コマズレのハズレとなる（半コマズレ停止でも再始動する場合がある）。
珊瑚礁リーチ
海モード専用演出。
シングルリーチから発展し、画面下部から珊瑚礁が出現する演出。珊瑚礁が通常より高いと期待度が高くなる。
琉球珊瑚礁リーチ
マリンモード専用演出。
シングルリーチから発展し、画面下部から珊瑚礁が出現する演出。珊瑚礁が通常より高いと期待度が高くなる。
シーサーリーチ
沖縄モード専用演出。
シングルリーチから発展し、画面下部からシーサー像が出現する演出。シーサーの口が開いていると期待度が高くなる。
黒潮リーチ
海モード専用演出。
シングルリーチから発展し、画面に黒潮が流れる演出。黒潮の中にマンタやウミガメがいると期待度が高くなる。クジラがいると大当たり濃厚となる。
マリンスノーリーチ
マリンモード専用演出。
シングルリーチから発展し、画面にマリンスノーの流れが発生する演出。マリンスノーが赤く光ると期待度が高くなる。
花笠リーチ
沖縄モード専用演出。
シングルリーチから発展し、花笠が風で飛ばされる演出。花笠の数が通常より多いと期待度が高くなる。
ハイビスカスSPリーチ
ハイビスカスモード専用演出。
ハイビスカスの花びらが風に吹かれる演出。ボタンプッシュを促される場合と促されない場合がある。ボタンアイコンに蝶が止まっていると期待度が高くなり、蝶の色によってさらに期待度が変化する。ボタンを押してハイビスカスフラッシュが発生すると大当たり濃厚となる。
金蝶々リーチ
遊パチタイプに搭載。金ハイビゾーン専用演出。
画面左側から金色の蝶々が出現する演出。
マリンちゃんリーチ
海モード、マリンモード、沖縄モード専用演出。
ダブルリーチから発展し、画面上部からマリンが登場する演出。ステージによってマリンの衣装が異なる。期待度は予告により変化する。海モードでは、マリンの指の間隔が通常より狭いと期待度が高くなる。マリンモードでは、マリンの手の親指が立っていると期待度が高くなる。沖縄モードでは、マリンの着物に扇子が刺さっていると期待度が高くなる。
金マリンリーチ
遊パチタイプに搭載。金ハイビゾーン専用演出。
ダブルリーチから発展し、画面上部から金色の衣装を身にまとったマリンが登場する演出。
ウリンチャンス
左上・右上・中央・左下・右下の順にハリセンボン・タコ・カメ・サメ・エビが停止すると必ず発生する。ウリンが登場し画面タッチを促される。画面をタッチしてハイビスカスフラッシュが発生すると奇数図柄大当たりとなる。
マリンちゃん&イルカリーチ
マリンモード専用演出。
マリンとイルカの遊泳がズームアップされる演出。マリンが手を振ると期待度が高くなる。
ワリンチャンス
マリンモード専用演出。
チャンス目（画面内に同じ図柄が3つ停止する）が停止すると発生する場合がある。ワリンが登場し、上下どちらかの図柄を移動させてリーチにする。ダブルリーチになった場合は原則魚群予告が発生する。ワリンが腕を前に突き出して応援していると期待度が高くなる。
ワリンリーチ
沖縄モード専用演出。
ワリンがジェットスキーに乗って出現する演出。 ワリンが左手を突き出すと期待度が高くなる。
押しボタン演出
沖縄モード専用演出。
スーパーリーチに発展した際に画面にボタンアイコンが出現し、ボタンプッシュを促される演出。押すと泡または魚群が出現する。
レッツシーサー!
沖縄モード専用演出。
シーサーチャンス目が停止すると発展する。シーサーの親子（パパシーサー、子 チビシーサー2匹）が登場し、パパシーサーが吠えて図柄揃いを煽る演出。パパシーサーの首に熱の文字があると期待度が高くなる。ママシーサーも一緒に登場すると大当たり濃厚となる。
満月SPリーチ
ハイビスカスモード専用演出。
背景の満月がズームアップされボタンプッシュを促される演出。ボタンアイコンに蝶が止まっていると期待度が高くなり、蝶の色によってさらに期待度が変化する。ボタンを押してハイビスカスフラッシュが発生すると大当たり濃厚となる。
夜桜の舞リーチ
桜バージョンに搭載。千本桜ゾーン専用演出。
マリンがセリフを言いながら夜桜の舞を踊りボタンプッシュを促される演出。セリフの種類やセリフの字幕の色によって期待度が変化する。
夜桜の波紋リーチ
桜バージョンに搭載。千本桜ゾーン専用演出。
ハズレ目などから発展する。波紋とマリンのシルエットが発生する演出。波紋の色がピンクだと期待度が高くなる。波紋のリズムが3・3・7拍子だと大当たり濃厚となる。

## プレミアム演出
泡系プレミアム
泡予告に関するプレミアム演出。数種類存在する。
超泡
泡が途切れずに図柄が揃うまで出現し続ける演出。
クジラッキー泡
クジラッキーが入った泡が出現する演出。
レインボー泡
レインボー色の泡が出現する演出。
泡&魚群予告
泡予告が発生した直後に魚群予告が発生する演出。
V字泡
Vの字をかたどった泡が出現する演出。
クジラブリー泡
クジラッキーが入った泡とクジラブリーが出現する演出。
ミスマリン泡
7代目ミスマリンちゃんが入った泡が出現する演出。
メガ泡
大泡よりさらに大きい泡が出現する演出。
魚群系プレミアム
魚群予告に関するプレミアム演出。数種類存在する。
赤魚群
赤魚群（実際には赤色と紫色が混ざったような魚群）が出現する演出。後述のサム系プレミアムに発展する。
超魚群
魚群が途切れずに図柄が揃うまで出現し続ける演出。
逆魚群
画面左側から魚群が出現する演出。通常は画面右側から出現する。
スパイラル魚群
魚群がスパイラル状に流れる演出。
中段魚群
中段の位置にのみ魚群が出現する演出。
魚群&クジラッキー
魚群と一緒にクジラッキーが出現する演出。
前面魚群
魚群が図柄の前面を流れる演出。通常は図柄の後ろを流れる。
回転魚群
魚群が回転する演出。
ぎっしり魚群
画面の背景が見えなくなるほどの魚群が出現する演出。
魚群&リーチ図柄
魚群の最後尾にリーチ図柄が1体出現する演出。
クジラッキー群
魚群の代わりにクジラッキーの群れが出現する演出。
V字魚群
黄色の魚がV字になって出現する演出。
メガ魚群
巨大な魚の群れが出現する演出。
旧魚群
初代『海物語』に登場したドットの魚群が出現する演出。
スロー魚群
魚群が通常よりも遅い動きで流れる演出。
ミニ魚群
小さな魚の群れが出現する演出。
一時停止魚群
魚群が流れる際に一時停止する演出。
ハイビスカス魚群
ハイビスカスモード専用演出。
沖縄風の衣装を身にまとった魚群が出現する演出。前作のスペシャル魚群と同じデザインである。
サム系プレミアム
各スーパーリーチ中にサムが出現すれば奇数図柄での大当たりが濃厚となる。遊パチタイプと桜バージョンでは16ラウンド大当たり濃厚となる。
マッスル珊瑚礁リーチ
海モード専用演出。
シングルリーチから発展する。珊瑚礁リーチが発生した際に、サムが画面下部から珊瑚礁を持ち上げて登場する。
マッスル琉球珊瑚礁リーチ
マリンモード専用演出。
シングルリーチから発展する。琉球珊瑚礁リーチが発生した際に、サムが画面下部から琉球珊瑚礁を持ち上げて登場する。
マッスルシーサーリーチ
沖縄モード専用演出。
シングルリーチから発展する。シーサーリーチが発生した際に、サムが画面下部からシーサー像を持ち上げて登場する。
ダイビングリーチ
海モード専用演出。
シングルリーチから発展する。黒潮リーチが発生した際に、画面右側からサムが泳いで登場する。
マリンスノーサムリーチ
マリンモード専用演出。
シングルリーチから発展する。マリンスノーリーチが発生した際に、画面右側からサムが泳いで登場する。
花笠サムリーチ
沖縄モード専用演出。
シングルリーチから発展する。花笠リーチが発生した際に、サムがエイサー太鼓を叩きながら登場する演出。
ポージングリーチ
海モード、マリンモード、沖縄モード専用演出。
ダブルリーチから発展し、マリンの代わりにサムが画面上部から登場する。
サム&イルカリーチ
マリンモード専用演出。
マリンちゃん&イルカリーチが発生した際に、マリンの代わりにサムがイルカと泳ぐ演出。
サムチャンス
マリンモード専用演出。
チャンス目（画面内に同じ図柄が3つ停止する）が停止すると発生する場合がある。通常はワリンチャンスに発展するが、ワリンの代わりにサムが登場する演出。
ジェットスキーサムリーチ
沖縄モード専用演出。
ワリンの代わりにサムがジェットスキーに乗って出現する演出。
金サムリーチ
遊パチタイプに搭載。金ハイビゾーン専用演出。
リーチ成立時に金色のサムが登場する演出。
枠外プレミアム
図柄が枠外で揃った場合、効果音の後に図柄が枠内に移動し大当たりとなる演出。必ず発生する訳ではない。
枠上プレミアム
中段図柄と下段図柄が同じ図柄で停止した際、全図柄が上方向に移動して図柄が揃った状態で戻る演出。
枠下プレミアム
中段図柄と上段図柄が同じ図柄で停止した際、全図柄が下方向に移動して図柄が揃った状態で戻る演出。
ボイスプレミアム
変動開始時などにマリン、ワリン、ウリン、サム、7代目ミスマリンちゃんのいずれかのボイスが流れる演出。
サウンドプレミアム
変動音が『海物語』のものに変化する演出。
クジラプレミアム
マリンモード及び沖縄モード専用演出。
リーチ成立時、巨大なクジラが出現する演出。
最長突破当たり
ロングリーチから発展する。機種によって発展する演出が異なる。
ミドルタイプでは、ノーマルリーチ経由の場合はマリンが登場した後にハイビスカスフラッシュが発生し2ラウンド確変大当たりとなる。スーパーリーチ経由の場合はハイビスカスフラッシュが発生し2ラウンド確変大当たりとなる。その後は確変（沖海チャンス）に突入する。2ラウンド確変大当たりが報知された直後にハイビスカスフラッシュが発生し、16ラウンド確変大当たり（沖海ボーナス）に突入する場合もある。
遊パチタイプではアイマリン全回転に発展する。
桜バージョンでは夜桜全回転に発展する。
ボタンアイコン変化プレミアム
沖縄モード及びハイビスカスモード専用演出。
スーパーリーチ発展時に表示されるボタンアイコンがパールボタンに変化する演出。
ミスマリンカットイン
リーチ成立直後に7代目ミスマリンちゃん（茜音、高嶋香帆、栗咲寛子）がカットインされる演出。
ビタ止まり
リーチ成立中に中段の図柄が壁にぶつかったかのように停止して大当たりになる演出。
裏サメ停止
1図柄と9図柄のダブルリーチの際に中段の中央に裏4が停止する演出。停止すると再始動が発生し、1図柄か9図柄のどちらかでの大当たりとなる。
逆変動
図柄が左側から右側に変動する演出。通常は右側から左側に変動する。
上下段図柄逆変動
変動開始時、上段図柄と下段図柄が左側から右側に変動する演出。
中段図柄逆変動
リーチ成立時、中段図柄が左側から右側に変動する演出。
オール当たりプレミアム
ノーマルリーチ発展時、中段の図柄が全てリーチ図柄に変化する演出。
全回転リーチ
全図柄が揃った状態で変動する演出。図柄が停止する際は、通常は上段・下段・中段の順番で停止するが、全図柄が揃った状態で停止する。
ミスマリン全回転
背景に7代目ミスマリンちゃんの映像が流れて全回転が発生する演出。BGMは「沖夏アイランド」または「島唄 〜マリン&サムVer〜」の2パターンがある。
桜バージョンでは専用の映像が使用されており、BGMは「桜盛り」になっている。
アイマリン全回転
遊パチタイプに搭載。
背景にアイマリンの映像が流れて全回転が発生する演出。7図柄揃いの大当たりとなり、16ラウンド大当たり（アイマリンボーナス）に突入する。
夜桜全回転
桜バージョンに搭載。
マリンによる夜桜の舞とともに全回転が発生する演出。マリンからボタンプッシュが促され、ボタンを押すと桜フラッシュが発生し16ラウンド大当たりに突入する。
ブランク図柄クジラッキープレミアム
リーチ成立時、中段のブランク図柄がクジラッキーに変化する演出。クジラブリーと一緒に登場する場合もあるがどちらも大当たり濃厚となる。
リベンジプレミアム
半コマズレハズレ時、直後に画面に映っている全図柄の表情が変化し、中段の図柄が動いて大当たりになる演出。
空動き告知
変動中にハイビスカスランプがかすかに動く演出。
突当たり
リーチが成立したが、リーチ成立を知らせるのボイスが流れずそのまま大当たりになる演出。
オール同図柄プレミアム
変動停止時、上段・中段・下段それぞれに同じ図柄が3つずつ停止する演出。合計で9個出現する。
親子図柄変化プレミアム
リーチ成立時、リーチになった上段図柄と下段図柄、中段の全ての図柄が親子図柄（2図柄、7図柄、8図柄）と単体図柄（1図柄、3図柄、4図柄、5図柄、6図柄、9図柄）が入れ替わる演出。
ドデカ図柄
リーチ成立時、中段に巨大化したリーチ図柄が専用の効果音とともに出現する演出。
初代海物語リーチ
珊瑚礁リーチ及びマリンちゃんリーチが、初代『海物語』のグラフィックに変化する演出。
コマ送り停止
リーチ成立時、中段図柄がコマ送りのように停止する演出。
図柄魚群
裏4図柄が図柄魚群に変化する演出。
即当たり
リーチ成立直後に全図柄がバウンドストップして大当たりになる演出。
タッチアイコン変化プレミアム
タッチアイコンに表示されている手の形がピースサインに変化する演出。
ブラックアウトプレミアム
変動中に突如ブラックアウトが発生しボタンプッシュを促される演出。ボタンを押すとハイビスカスフラッシュが発生し奇数図柄での大当たりとなる。
入れ替わりプレミアム
6図柄の数字が反転して9図柄に変化する演出。3つのパターンがある。
中図柄回転
9図柄のシングルリーチの際に中段に6図柄が停止して、中段の6図柄の数字が反転して9図柄に変化して大当たりになる演出。
上下図柄回転
6図柄のシングルリーチの際に中段に9図柄が停止して、上段と下段の6図柄の数字が反転して9図柄に変化して大当たりになる演出。
リーチ図柄回転
6図柄のシングルリーチの際に発生し、上段と下段の数字が反転して9図柄のリーチに変化する。
ワリンチャンス+マリン&ウリン
マリンモード専用演出。
ワリンチャンス発展時にマリンとウリンが合流する演出。
エイサーリーチ
沖縄モード専用演出。
ミニキャラステップアップ予告のステップ2から発展する場合がある。4人のミニキャラがズームしハイビスカスフラッシュが発生する演出。
オールキャストリーチ
沖縄モード専用演出。
マリン、ワリン、ウリンの3人が出現し、全回転（全図柄が揃った状態で変動）が発生する演出。図柄が停止する際は、通常は上段・下段・中段の順番で停止するが、全図柄が揃った状態で停止する。
ミニキャラ全員集合リーチ
沖縄モード専用演出。
画面にエイサー娘、ミニシーサー、乙姫が集合する演出。
ハイビスカス点滅
ハイビスカスモード専用演出。
画面の2つのハイビスカスが点滅する演出。2つが点滅した場合は大当たり濃厚（2ラウンド確変大当たりも含む）となる。片方のみ点滅した場合と両方から虹色のオーラが発生した場合は奇数図柄での大当たりとなる。
3・4・1図柄停止
遊パチタイプと桜バージョンに搭載。
中央列に3・4・1図柄が停止する演出。発生すると大当たり濃厚となる。
背景矛盾演出
遊パチタイプに搭載。
STが決められた回数の消化が終わっても時短に移行せず、そのままSTが続く演出。

## 大当たりラウンド演出

### 大当たりラウンド突入前
桜チャンス
桜バージョンに搭載。
図柄が揃った直後に突入する昇格演出。マリンが登場し画面タッチを促される演出。画面をタッチして桜フラッシュが発生するとSUPER LUCKYとなる。画面タッチ後に7代目ミスマリンちゃんがカットインされるとGREAT LUCKYとなる。マリンの代わりにワリンやウリンが登場する場合もある。ワリンが登場するとSUPER LUCKY以上が濃厚となる。ウリンが登場するとGREAT LUCKYが濃厚となる。

### 大当たりラウンド中
ラウンド表示変化演出
大当たりラウンド中の画面左上にあるラウンド表示が変化する演出。ラウンド数の左右にあるハイビスカスが光ると確変大当たりに昇格する。
ハイビスカスフラッシュチャンス
海モード及びハイビスカスモード専用演出。遊パチタイプでは全モード共通演出。
通常大当たりのラウンド中に発生する昇格演出。大当たりラウンド中にハイビスカスフラッシュが発生して7代目ミスマリンちゃんがカットインされると確変大当たりに昇格する。
遊パチタイプでは6ラウンド目に発生する場合がある。大当たりラウンド中にハイビスカスフラッシュが発生してアイマリンがカットインされると 16ラウンド大当たりに昇格する。
桜フラッシュチャンス
桜バージョンに搭載。
大当たりラウンド中に発生する昇格演出。大当たりラウンド中に桜フラッシュが発生して7代目ミスマリンちゃんがカットインされるとマックスラウンド大当たりに昇格する。
マリンチャンス
ミドルタイプに搭載。マリンモード専用演出。
通常大当たりのラウンド中に発生する昇格演出。7ラウンドに発生する場合がある。ボタンを押して左右どちらかのルートを選択する。左のルートの先には宝箱がある。宝箱を開けて財宝が入っていれば確変昇格となる。金魚群が入っていれば確変昇格及び保留内奇数図柄大当たり濃厚となる。右ルートを選択するとパクパクチャレンジに突入する。
パクパクチャレンジ
ミドルタイプに搭載。マリンモード専用演出。
マリンチャンスで右ルートを選択した際に突入する。
MTCではボタンプッシュを促され、ボタンを押してハイビスカスフラッシュが発生すると確変大当たりに昇格する。
MTBZではボタンチャージが促される。ボタンの上に手をかざすとメーターが溜まり、満タンになった際にボタンを押してハイビスカスフラッシュが発生すると確変大当たりに昇格する。
ウリンチャンス
ミドルタイプに搭載。マリンモード専用演出。
マリンチャンス発生時にウリンがマリンを押しのけて乱入することで発生する。発生した時点で確変昇格濃厚となる。画面タッチを促され、画面をタッチするとハイビスカスフラッシュが発生し確変昇格となる。
押しボタン演出
『CRスーパー海物語 IN沖縄4 MTC』に搭載。沖縄モード専用演出。
大当たりラウンド中にボタンプッシュが促される演出。ボタンを押してハイビスカスフラッシュが発生すると確変大当たりに昇格する。ボタンプッシュを促された際にパールボタンが開くと昇格濃厚となる。
画面タッチ演出
『CRスーパー海物語 IN沖縄4 MTBZ』に搭載。沖縄モード専用演出。
大当たりラウンド中に画面タッチを促される演出。画面をタッチしてハイビスカスフラッシュが発生すると確変大当たりに昇格する。
ハイビスカスチャンス
遊パチタイプに搭載。
大当たりラウンド中に画面左右から金色のハイビスカスシャッターが出現する演出。ハイビスカスシャッターが閉じれば、大当たりラウンド終了後に金ハイビゾーンに突入する。

### 大当たりラウンド終了後
エンディングチャンス
ミドルタイプに搭載。
通常大当たり時のエンディング画面で確変が告知される演出。
「いつものラウンド」の場合は、エンディング画面で「もう1回」の文字とともにサムが登場して告知される。
その他の楽曲を選択した場合は、エンディング画面で「もう1回」の文字とともに7代目ミスマリンちゃんのカットインが発生して告知される。
金魚群
大当たりラウンド終了後のエンディング画面で金魚群が出現する演出。保留内で奇数図柄揃いの大当たりが濃厚となる。
ボタンプッシュ予告
大当たりラウンド終了後のエンディング画面でボタンプッシュが促される演出。ボタンを押すと金魚群が出現する。
背景変化
偶数図柄揃いの大当たりでいつものラウンドのエンディング画面での背景に変化が起こる演出。水面が光っている場合や砂浜にカニがいる場合は大当たりの期待度が高くなる。流れ星が発生した場合は確変大当たり濃厚となる。
Wボーナス
遊パチタイプに搭載。
大当たりラウンド終了後のエンディング画面でアイマリンが出現する演出。保留内での大当たりが濃厚となる。

## その他演出
再始動
リーチが外れた際に、中段図柄が再び動き出して大当たりになる演出。ダブルリーチで発生した場合は奇数図柄での大当たりとなる。
昇格スクロール
偶数図柄が揃った直後に図柄が高速に動き出して確変図柄に昇格する演出。
マリンちゃん2段階
海モード、マリンモード、沖縄モード専用演出。
マリンちゃんリーチで偶数図柄が揃った直後、マリンが掛け声とともに中段図柄をビンタして再始動が起き、もう片方のリーチ図柄である奇数図柄揃いの大当たりになる演出。
ワリンちゃん2段階
マリンモード及び沖縄モード専用演出。
ワリンチャンス（マリンモード）またはワリンリーチ（沖縄モード）のダブルリーチで偶数図柄が揃った直後、ワリンが掛け声で中段図柄の再始動が起き、もう片方のリーチ図柄である奇数図柄揃いの大当たりになる演出。
マリンちゃん&イルカ2段階
マリンモード専用演出。
マリンちゃん&イルカリーチのダブルリーチで偶数図柄が揃った直後、中段図柄の再始動が起き、もう片方のリーチ図柄である奇数図柄揃いの大当たりになる演出。
バウンドストップ
ミドルタイプに搭載。時短中専用演出。
チャンス目（同一図柄が非テンパイ形で液晶画面内に3つ停止）が停止した際にチャンス目前兆予告が発生せずに、図柄がバウンドして停止する演出。この演出が発生すると、時短から確変（沖海チャンス）に移行する。
ロングリーチ
ノーマルリーチやスーパーリーチが止まらず長く変動し続ける演出。最長突破当たりに発展する。
法則崩れ
さまざまな予告で発生する。予告なしからスーパーリーチに発展する、魚群予告からノーマルリーチに発展する、大泡予告からスーパーリーチに発展するなどがあり、発生すると大当たり濃厚となる。
時短終了後5回転
桜バージョンに搭載。
時短終了後5回転目まで期待度が高い状態になる演出。時短が終了してから5回転以内にノーマルリーチまたはウリンチャンスが発生すると大当たり濃厚となる。

## ハイビスカスフラッシュ・桜フラッシュ
画面上部にある役物。変動時の一発告知としての機能を果たしており、演出が発生した時点で大当たり濃厚となる。大当たりラウンド中やエンディング時の昇格演出としても使用されている。一発告知にはショートとロングの2種類があり、ショートは大当たり濃厚、ロングは奇数図柄での大当たり濃厚となる。
桜バージョンでは桜フラッシュという名称になっている。演出に違いは特にない。

## 大当たり・確変・時短

### CRスーパー海物語 IN 沖縄4
確変ループ機となっており、大当たりラウンド終了後は基本的に奇数図柄大当たりだと確変に突入し、偶数図柄大当たりだと100回の時短に突入する。ただし、偶数図柄で当たってもラウンド中にSUPER LUCKYに昇格する場合がある。2ラウンド確変大当たりも搭載されており、3・4・1図柄停止で突入する。2ラウンド確変大当たり終了後は確変（沖海チャンス）に突入する。3・4・1図柄停止直後にハイビスカスフラッシュが発生し16ラウンド確変大当たり（沖海ボーナス）に突入する場合もある。また、時短中でも内部確変になっていることもあり、その場合は時短終了前までに図柄のバウンドストップが発生し確変（沖海チャンス）に突入する。

### CRAスーパー海物語 IN 沖縄4 with アイマリン
ST機となっており、大当たりラウンド終了後は必ず5回のSTと時短に突入する。時短の回数は図柄によって異なる。電サポ回数は基本的に奇数図柄が50回で偶数図柄が25回だが、偶数図柄で当たってもLUCKYのまま昇格演出なしで電サポ50回に突入することがある。

### CRスーパー海物語 IN 沖縄4 桜バージョン
ロングST機となっており、図柄が揃うと大当たりラウンドに移行する前に桜チャンスに突入する。奇数図柄で当たった場合はSUPER LUCKY以上が濃厚であり、偶数図柄で当たった場合もSUPER LUCKY以上が当選したり、LUCKYに突入してもラウンド途中でSUPER LUCKY以上に昇格したりすることがある。大当たりラウンド終了後は必ず33回のSTに突入する。ST終了後は67回の時短に突入する。時短終了後は通常変動になるが、5回転目までは期待度が高くなっており、ノーマルリーチまたはウリンチャンスに発展すると大当たり濃厚となる。

## プレミアムラウンド

### CRスーパー海物語 IN 沖縄4
- 1回目：いつものラウンド、THE BOOMが歌う「島唄 オリジナルバージョン」
- 2連荘達成：マリンが歌う「海物語 〜Go!Go! SEA STORY〜」
- 3連荘達成：マリンが歌う「沖夏アイランド」
- 4連荘達成：マリンが歌う「めんそ〜れ おきうみ!」
- 5連荘達成：7代目ミスマリンちゃんが歌う「Happy Funky Party」
- 6連荘達成：マリン&ワリン&ウリン+サムが歌う「常夏!夏常!テンション↑↑ハイサイ!!」
- 7連荘達成：マリン With 7代目ミスマリンちゃんが歌う「海物語体操 〜沖縄編〜」
- 8連荘達成：マリン（葉月ゆら）が歌う「ラブ☆ダッシュ」

### CRAスーパー海物語 IN 沖縄4 with アイマリン
- 1回目：いつものラウンド、THE BOOMが歌う「島唄 オリジナルバージョン」
- 2連荘達成：マリンが歌う「海物語 〜Go!Go! SEA STORY〜」
- 3連荘達成：マリンが歌う「沖夏アイランド」
- 4連荘達成：マリンが歌う「めんそ〜れ おきうみ!」
- 5連荘達成：7代目ミスマリンちゃんが歌う「Happy Funky Party」
- 6連荘達成：マリン&ワリン&ウリン+サムが歌う「常夏!夏常!テンション↑↑ハイサイ!!」
- 7連荘達成：マリン With 7代目ミスマリンちゃんが歌う「海物語体操 〜沖縄編〜」
- 8連荘達成：マリン（葉月ゆら）が歌う「ラブ☆ダッシュ」
- 9連荘達成：鹿乃が歌う「Marine Bloomin'」
- 10連荘達成：アイマリン（内田彩）が歌う「Dive to Blue」

### CRスーパー海物語 IN 沖縄4 桜バージョン
- 1回目：いつものラウンド、THE BOOMが歌う「島唄 オリジナルバージョン」
- 2連荘達成：アイマリン（内田彩）が歌う「千本桜」、マリンが歌う「海物語 〜Go!Go! SEA STORY〜」
- 3連荘達成：マリン With 7代目ミスマリンちゃんが歌う「桜盛り」、マリンが歌う「沖夏アイランド」
- 4連荘達成：7代目ミスマリンちゃんが歌う「桜色テレパシー」、マリンが歌う「めんそ〜れ おきうみ!」
- 5連荘達成：7代目ミスマリンちゃんが歌う「Happy Funky Party」
- 6連荘達成：マリン&ワリン&ウリン+サムが歌う「常夏!夏常!テンション↑↑ハイサイ!!」
- 7連荘達成：マリン With 7代目ミスマリンちゃんが歌う「海物語体操 〜沖縄編〜」
- 8連荘達成：マリン（葉月ゆら）が歌う「ラブ☆ダッシュ」

## スペック
| 型式                 | 型式                 | MTC                                   | MTBZ                                  | SBB（With アイマリン）                                                        | STB（桜新マックス）               | SCA（桜ライト）                 |
| -------------------- | -------------------- | ------------------------------------- | ------------------------------------- | ----------------------------------------------------------------------------- | --------------------------------- | ------------------------------- |
| 特賞種別             | 特賞種別             | デジパチ                              | デジパチ                              | デジパチ                                                                      | デジパチ                          | デジパチ                        |
| 大当たり確率         | 通常時               | 1/319.6                               | 1/319.6                               | 1/99.9                                                                        | 1/319.6                           | 1/199.8                         |
| 大当たり確率         | 高確率時             | 1/37.9                                | 1/35.9                                | 1/9.9                                                                         | 1/31.9                            | 1/33.1                          |
| タイプ               | タイプ               | ミドル                                | ミドル                                | 遊パチ                                                                        | ミドル                            | ライトミドル                    |
| 賞球数               | 賞球数               | 4 & 2 & 12 & 3                        | 4 & 2 & 12 & 3                        | 4 & 2 & 11 & 3                                                                | 4 & 2 & 14 & 3                    | 4 & 2 & 10 & 3                  |
| ラウンド・カウント数 | ラウンド・カウント数 | 16R or 2R・8C                         | 16R or 2R・8C                         | 16R or 6R・8C                                                                 | 16R or 12R or 4R・9C              | 16R or 8R or 4R・8C             |
| 大当たりシステム     | 大当たりシステム     | 確変ループ                            | 確変ループ                            | ST                                                                            | ロングST                          | ロングST                        |
| 確変突入率           | 確変突入率           | 60/100（60%）                         | 60/100（60%）                         | 100/100（100%、ST5回）                                                        | 100/100（100%、ST33回）           | 100/100（100%、ST33回）         |
| 大当たりの内訳       | 上始動口             | 16R確変：40% 2R確変：20% 16R通常：40% | 16R確変：40% 2R確変：20% 16R通常：40% | 16R（ST5回+時短95回）：5% 6R（ST5回+時短45回）：62% 6R（ST5回+時短20回）：33% | 16R：30% 12R：33.5% 4R：36.5%     | 16R：25% 8R：37.5% 4R：37.5%    |
| 大当たりの内訳       | 下始動口             | 16R確変：52% 2R確変：8% 16R通常：40%  | 16R確変：52% 2R確変：8% 16R通常：40%  | 16R（ST5回+時短95回）：5% 6R（ST5回+時短45回）：62% 6R（ST5回+時短20回）：33% | 16R：30% 12R：33.5% 4R：36.5%     | 16R：25% 8R：37.5% 4R：37.5%    |
| 大当たり出玉         | 大当たり出玉         | 1536個                                | 1536個                                | 16R：1408個 6R：528個                                                         | 16R：2016個 12R：1512個 4R：504個 | 16R：1440個 8R：720個 4R：360個 |
| リミット             | リミット             | なし                                  | なし                                  | なし                                                                          | なし                              | なし                            |
| 電サポ               | 確変                 | 確変大当たり終了後次回まで            | 確変大当たり終了後次回まで            | 大当たり終了後ST5回                                                           | 大当たり終了後ST33回              | 大当たり終了後ST33回            |
| 電サポ               | 時短                 | 通常大当たり終了後100回               | 通常大当たり終了後100回               | ST終了後95回・45回・20回                                                      | ST終了後67回                      | ST終了後67回                    |
| 保留の数             | 保留の数             | 上始動口4個+下始動口4個               | 上始動口4個+下始動口4個               | 上始動口4個+下始動口4個                                                       | 上始動口4個+下始動口4個           | 上始動口4個+下始動口4個         |
| 保留の優先消化       | 保留の優先消化       | 下始動口優先                          | 下始動口優先                          | 下始動口優先                                                                  | 下始動口優先                      | 下始動口優先                    |